# Olpiidae
Famille
Les Olpiidae sont une famille de pseudoscorpions.
Elle comporte près de 250 espèces dans 25 genres.

## Distribution
Les espèces de cette famille se rencontrent en Asie, en Afrique, en Amérique, en Océanie et en Europe du Sud.

## Liste des genres
Selon Pseudoscorpions of the World (version 3.0) :
- Antillolpium Muchmore, 1991
- Austrohorus Beier, 1966
- Banksolpium Muchmore, 1986
- Beierolpium Heurtault, 1977
- Calocheiridius Beier & Turk, 1952
- Euryolpium Redikorzev, 1938
- Halominniza Mahnert, 1975
- Heterohorus van Tooren, 2011
- Heterolpium Sivaraman, 1980
- Hoffhorus Heurtault, 1977
- Horus Chamberlin, 1930
- Indolpium Hoff, 1945
- Leptolpium Tooren, 2002
- Linnaeolpium Harvey & Leng, 2008
- Minniza Simon, 1881
- Neopachyolpium Hoff, 1945
- Nipponogarypus Morikawa, 1955
- Novohorus Hoff, 1945
- Olpiolum Beier, 1931
- Olpium L. Koch, 1873
- Pachyolpium Beier, 1931
- Parolpium Beier, 1931
- Pseudohorus Beier, 1947
- Tricholpium Tooren, 2011
- Xenolpium Chamberlin, 1930

La sous-famille des Hesperolpiinae a été élevée au rang de famille par Benavides, Cosgrove, Harvey et Giribet en 2019.

## Publication originale
- Banks, 1895 : Notes on the Pseudoscorpionida. Journal of the New York Entomological Society, vol. 3, p. 1-13 (texte intégral).